# Albert Wohlstetter
Albert Wohlstetter (* 19. Dezember 1913 in New York City; † 10. Januar 1997 in Los Angeles) war ein US-amerikanischer Politikwissenschaftler.
Wohlstetter studierte in den 1930er Jahren am City College of New York und an der Columbia University, in den 1940er Jahren arbeitete er in der Kriegswirtschaft. Von 1951 bis 1963 war er Berater bei der RAND Corporation. Für diese schrieb er 1953 einen ersten Entwurf einer atomaren Strategie der Zweitschlagsfähigkeit, welche in der Doktrin der Mutual Assured Destruction (MAD) aufging. Er lehrte an der University of California, Los Angeles (UCLA), der University of California, Berkeley und von 1964 bis 1980 als Professor für Politikwissenschaft an der University of Chicago.
Seine Ehefrau Roberta Morgan Wohlstetter (1912–2007) war eine bekannte Militärhistorikerin und Kennerin der amerikanischen Geheimdienste.
Bei Wohlstetter promovierte unter anderem Paul Wolfowitz. Bei ihm studierte ebenfalls der 1958 aus dem Irak geflohene schiitische Oppositionelle Ahmad al-Dschalabi.
Der konservative Wohlstetter beriet mehrere demokratische und republikanische US-Präsidenten (darunter John F. Kennedy in der Kubakrise) in militärischen und sicherheitspolitischen Fragen, wobei er den begrenzten Einsatz von Atomwaffen befürwortete.